# 令人討厭的松子的一生 (小說)
《令人討厭的松子的一生》（日語：嫌われ松子の一生），是日本作家山田宗樹撰寫的小說，於2003年由出版社幻冬舍在日本出版，包含文庫版在內的發行量約120萬本。之後被改編為同名電影和同名電視劇。

## 劇情簡介
故事內容以一名擔任國中老師的女性川尻松子為主角，她的人生充滿波折，過程不斷被嚴酷的命運捉弄，但她也不氣餒的持續追求愛情。松子的姪子遇到她的殺人犯前男友，以及松子過去的好友，輪流透過這兩個人的角度，描寫松子從小到大的人生。
从小就认定父亲偏心体弱多病的妹妹，以致自己一直得不到自己所属父爱的松子，集中精力、努力学习。为了顺从父亲对自己的期待，甘愿违背自己心仪理工科系的意愿而选择了毕业后可以成为老师的文学系。 然而在松子成为一名真正的老师后，命运却开始千回百转般虐待她、遗弃她。被人强奸、被诬陷偷盗、离家出走、情人背叛，最后沦落为妓女成为花魁直至犯下杀人案，这些仅仅只是松子的上半生，松子只想用力去爱，每次都是义无反顾的全身投入，但是每次都让自己粉身碎骨。
川尻笙是一名在東京生活的大學生，有一天父親紀夫突然造訪，告訴笙他有一位在三十年前離家出走的姑姑—川尻松子，最近在東京被殺害。笙接受父親的委託，到松子的公寓整理她的遺物，進而對松子究竟過著怎樣的生活產生興趣。此外，又遇見了被警察鎖定為松子命案嫌犯的男子，他也是松子的前男友，並真的曾經犯下過殺人案。之後笙漸漸了解姑姑松子充滿波折的一生。

## 登場角色
川尻松子
本作主角。因家中的妹妹久美體弱多病，因此父母（尤其是父親）對於久美投注更多的關愛，松子也感受到雙親的偏心。為了讓父母能夠多關愛自己一點，松子努力用功唸書，在國立大學的考試中，雖然自己想念理工科系，但為了符合父親的希望而選擇了九州大學文學系，之後成為國中老師也是為了順從父親的期望。
松子的人生在被誤會偷竊後急轉直下。離家出走、和各式各樣的男人交往後又被背叛，之後又進入性產業界工作，甚至還犯下殺人事件。這一切都是為了追求愛情，不願自己孤獨一人。
川尻笙
19歲，松子的外甥，目前在東京過著大學生活。
龙洋一
45歲，曾是川尻松子任教過的学生。处在青春期的龙洋一叛逆，作为班主任的川尻松子也颇为头痛。在一次修学旅行途中，川尻松子替龙洋一背下“入室盗窃”的黑锅。龙洋一安然无恙，松子却被学校开除。松子开始了苟延殘喘的命运。十年后，杀人入狱刚出狱的松子却和龙洋一不期而遇，两人之间却擦出爱的火花。松子义无反顾的投入到这场爱情里面去，结果却依旧那么残忍。
渡邊明日香
19歲，笙的女友。

## 出版書籍

### 小說
令人討厭的松子的一生（嫌われ松子の一生）
| 出版社                                  | 出版日期       | ISBN                                                      | 譯者           |
| --------------------------------------- | -------------- | --------------------------------------------------------- | -------------- |
| 幻冬舍                                  | 2003年1月16日  | ISBN 4-34-400285-7                                        | 不適用         |
| 幻冬舍新書版                            | 2003年6月30日  | ISBN 4-34-400914-2                                        | 不適用         |
| 幻冬舍文庫                              | 2004年8月2日   | ISBN 4-34-440561-7（上） ISBN 4-34-440562-5（下）         | 不適用         |
| 皇冠出版社                              | 2007年2月12日  | ISBN 978-957-33-2301-3（上） ISBN 978-957-33-2302-0（下） | 王蘊潔、劉珮瑄 |
| 果麦文化（代理） 万卷出版公司（發行）   | 2013年10月20日 | ISBN 978-7-5470-2372-3                                    | 沿用繁中版译本 |
| 文治图书（代理） 四川文艺出版社（發行） | 2018年3月      | ISBN 978-7-5411-4784-5                                    | 沿用繁中版译本 |

黃金時間：續·令人討厭的松子的一生（ゴールデンタイム 続・嫌われ松子の一生）
| 出版社 | 出版日期       | ISBN                   | 版本   |
| ------ | -------------- | ---------------------- | ------ |
| 幻冬舍 | 2006年5月17日  | ISBN 4-34-401153-8     | 單行本 |
| 幻冬舍 | 2008年10月10日 | ISBN 978-4-34-441216-3 | 文庫本 |

### 漫畫版
由空知周太郎負責作畫。
| 出版社       | 出版日期       | ISBN / EAN             | 叢書                 |
| ------------ | -------------- | ---------------------- | -------------------- |
| 幻冬舍Comics | 2006年3月24日  | ISBN 978-4-344-80720-4 | 幻冬舍Comics         |
| 長鴻出版社   | 2007年1月20日  | EAN 471-0765-21128-8   | 女性向               |
| 幻冬舍Comics | 2007年12月21日 | ISBN 978-4-344-81186-7 | 幻冬舍Comics漫畫文庫 |

## 影視作品

### 電影
於2006年5月27日於日本上映，由中島哲也編劇、執導。

### 電視劇
於2006年10月22日至12月21日每週四晚間十點在日本播出，全11集。

## 舞台劇
2010年4月上演由葛木英負責劇本，長谷部優主演的改編舞台劇。
2016年9月上演由乃木坂46成員櫻井玲香、若月佑美雙主演的舞台劇作品。